# Marquette Building (Chicago)
El Marquette Building, terminado en 1895, es un hito de Chicago que fue construido por George A. Fuller Company y diseñado por los arquitectos Holabird & Roche. El edificio es actualmente propiedad de la Fundación MacArthur. Está ubicado en el área comunitaria conocida como "Loop" en el condado de Cook, Illinois (Estados Unidos).
El edificio fue uno de los primeros rascacielos con estructura de acero de su época y se considera uno de los mejores ejemplos de la Escuela de Chicago. El edificio originalmente tenía un exterior de terracota rojizo que, antes de la restauración, estaba algo ennegrecido debido a décadas de hollín de Loop. Se destaca tanto por su marco de última generación como por su interior ornamentado.
Desde su construcción, el edificio ha recibido numerosos premios y distinciones. Fue designado Monumento de Chicago el 9 de junio de 1975 y se considera una obra maestra arquitectónica. Fue agregado al Registro Nacional de Lugares Históricos el 17 de agosto de 1973 y nombrado Hito Histórico Nacional el 7 de enero de 1976. La preservación del edificio ha sido un enfoque importante del Consejo de Preservación de Monumentos Históricos de Illinois. La Fundación John D. y Catherine T. MacArthur completó una extensa restauración de cuatro años en 2006.

## Historia
El edificio lleva el nombre del padre Jacques Marquette, el primer colono europeo en Chicago, que exploró la región de Chicago en 1674 e pasó el invierno en el área durante la temporada de invierno de 1674-5. Fue diseñado por William Holabird y Martin Roche, con Coydon T. Purdy, arquitectos de la firma Holabird & Roche.
En la década de 1930, el edificio fue la sede central de más de 30 compañías ferroviarias. Alrededor de 1950, la cornisa de terracota se eliminó del edificio Marquette cuando se agregó un piso adicional. El edificio se ha utilizado continuamente como edificio de oficinas desde su construcción.
En 1977, Banker's Life and Casualty Company, propiedad de John D. MacArthur, adquirió el edificio Marquette. Después de su muerte en 1978, el edificio se convirtió en la sede de la Fundación MacArthur, que lleva su nombre.
El vestíbulo del edificio Marquette se conecta con el edificio Edison diseñado por D.H. Burnham & Company hacia el oeste, lo que proporciona una vía peatonal de Dearborn a Clark. Después de los ataques del 11 de septiembre de 2001, muchos edificios del centro de la ciudad cerraron al público, lo que eliminó las rutas interiores cálidas y secas para caminar que proporcionaban atajos a través de manzanas completas, pero el edificio Marquette no lo hizo.

## Arquitectura

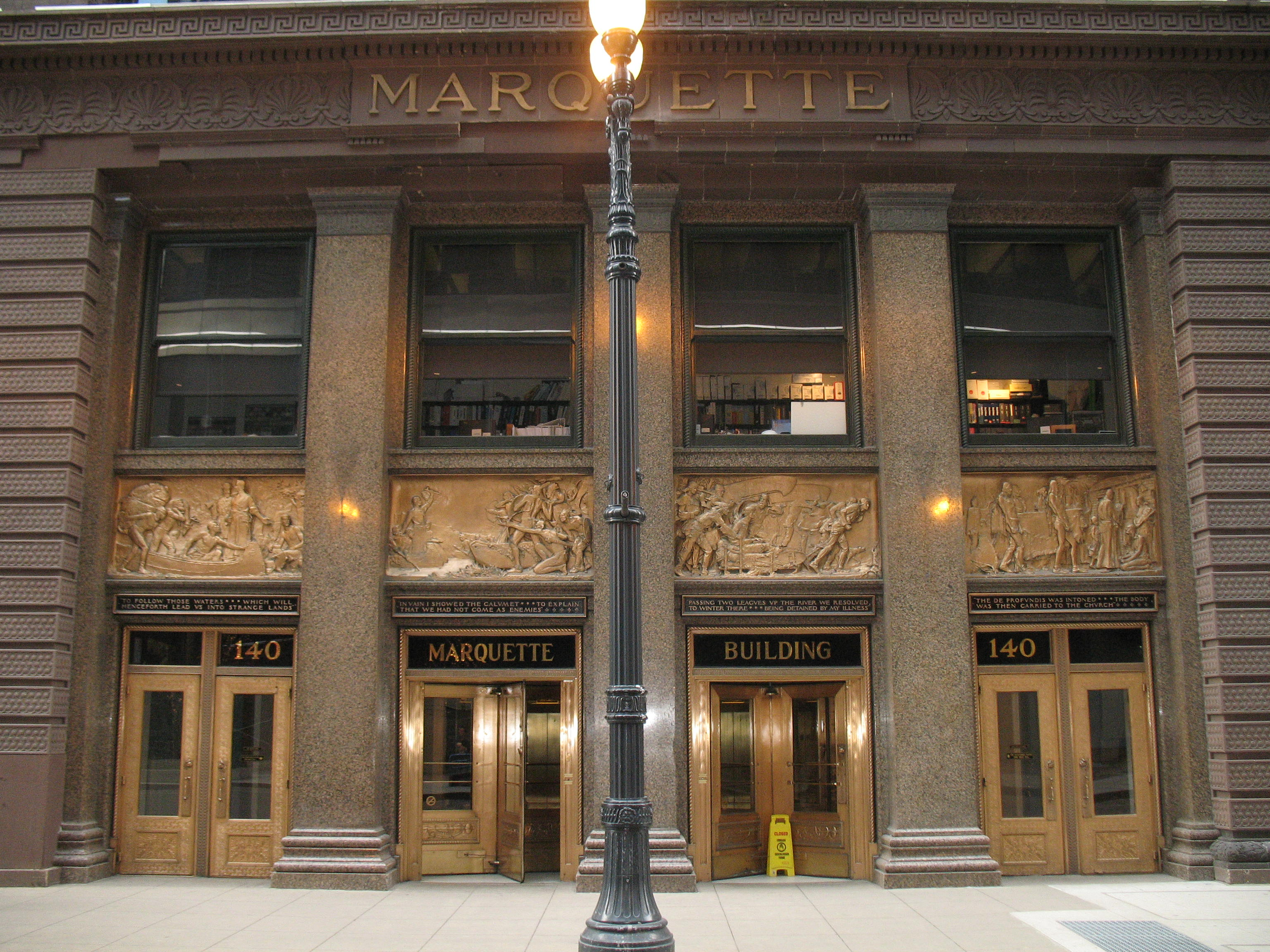
Vista desde Dearborn al norte de Adams

El edificio cuenta con varios elementos distintos que lo han ganado honores como un Monumento Histórico de Chicago, un Monumento Histórico Nacional y un Lugar Histórico del Registro Nacional. Se considera un modelo ejemplar de la Escuela de Chicago. Los arquitectos, Holabird & Roche, utilizaron las "ventanas de Chicago" horizontales largas de marca registrada en el edificio Marquette. Se trata de grandes paneles de vidrio flanqueados por estrechas ventanas de guillotina. Los marcos de las ventanas en forma de rejilla y las enjutas se ven facilitados por la estructura de acero que permite muros de mampostería sin carga. Este fue uno de los primeros rascacielos con estructura de acero. Molduras onduladas decoran la fachada, que está hecha de terracota marrón con bandas horizontales. El edificio está construido alrededor de un patio de luces central y cuenta con un vestíbulo adornado de dos pisos.
El conjunto de mosaicos, esculturas y bronce de la entrada y el interior del Edificio Marquette rinde homenaje a la expedición de Jacques Marquette 1674-5. Cuatro paneles en bajorrelieve sobre la entrada principal del escultor Hermon Atkins MacNeil muestran diferentes escenas del viaje de Marquette a través de la región de los Grandes Lagos, terminando con una que representa su entierro. Los paneles de la puerta giratoria presentan tallas de cabezas de pantera. La barandilla hexagonal alrededor del atrio del vestíbulo está decorada con un friso de mosaico del estudio Tiffany que representa eventos en la vida de Jacques Marquette, su exploración de Illinois y los nativos americanos que conoció. Los mosaicos son de Louis Comfort Tiffany y su principal diseñador y director de arte, Jacob Adolph Holzer; contienen paneles de vidrio Tiffany lustroso, nácar y piedras semipreciosas.
La preservación de este edificio fue defendida por el Consejo de Preservación de Monumentos Históricos de Illinois. En 2001, la Fundación John D. y Catherine T. MacArthur, sus actuales propietarios, inició una renovación de varios años. La restauración del exterior se llevó a cabo en dos fases: reconstrucción de la cornisa y reemplazo de las ventanas del piso 17 para que coincidieran con las ventanas originales; y limpiar y restaurar la mampostería y restaurar el resto de las ventanas. El arquitecto restaurador Thomas "Gunny" Harboe dirigió este trabajo.
El 12 de septiembre de 2006, la Comisión de Monumentos de Chicago honró a 21 edificios, propietarios de viviendas y negocios emblemáticos con el Premio Chicago Landmark a la excelencia en la preservación en la octava ceremonia anual de Monumentos históricos. El premio reconoce el trabajo que implica mejoras notables en puntos de referencia individuales de Chicago o en edificios dentro de los distritos emblemáticos de Chicago.
El 16 de octubre de 2007, la Fundación abrió una nueva exhibición audiovisual interactiva en el primer piso, detallando la historia del edificio y su contribución a la arquitectura de Chicago. La exposición gratuita, que está abierta al público, se ejecutará indefinidamente.